# Рубен Варгас
Рубен Варгас (шп. Rubén Estephan Vargas Martínez) је швајцарски професионални фудбалер који игра на позицији офанзивног везног за клуб из немачке Бундеслиге,  Аугзбург и репрезентацију Швајцарске.

## Клупска каријера
Варгас је дебитовао за ФК Луцерн у утакмици 1–1 против ФК Цириха 27. августа 2017. године.
Потписао је петогодишњи уговор са Аугсбургом у лето 2019, поставши први бундеслигаш доминиканског порекла. Први гол за Аугсбург је постигао у свом другом мечу, против Унион Берлина.

## Репрезентативна каријера
Варгас је дебитовао за сениорски тим Швајцарске 8. септембра 2019. године у квалификацијама за Европско првенство 2020. против Гибралтара. Заменио је Гранита Џаку у 74. минуту. Дана 18. новембра, постигао је свој први међународни гол против истог противника у победи од 6–1.
Варгас је постигао кључни пенал за Швајцарску током УЕФА Европског првенства 2020. у распуцавању против Француске 28. јуна у осмини финала, помажући Швајцарској да се пласира у четвртфинале. Међутим, Варгас је касније промашио једанаестерац за Швајцарску током распуцавања против Шпаније 2. јула у четвртфиналу, који су на крају изгубили.
Варгас је почео све четири утакмице Швајцарске на Светском првенству у фудбалу 2022. године, асистирајући на победоносном голу Ремоа Фројлера у одлучујућој групи Г против Србије 2. децембра.
Варгас је 7. јуна 2024. именован у швајцарски тим за УЕФА Еуро 2024. Играо је у првом мечу Швајцарске на Европском првенству, одигравши 74 минута у победи над Мађарском резултатом 3–1 у Келну. Био је изабран за играча утакмице за швајцарску у осмину финала против браниоца титуле Италије где је постигао гол и имао је асистенцију у победи Швајцарске од 2-0.

## Приватни живот
Варгас је рођен у Адлигенсвилу, Швајцарска, од оца доминиканца и мајке Швајцарке, и има држављанство обе нације.  Варгас дели родни град са својим бившим саиграчем из Аугсбурга и бившим капитеном Швајцарске Штефаном Лихштајнером.